# Pont-Audemer
Pont-Audemer è un comune francese situato nel dipartimento di Eure, in Normandia (Francia). Pont-Audermer è stato istituito il 1º gennaio 2018 dalla fusione del precedente omonimo comune e di Saint-Germain-Village.